# Гончар, Александр Борисович
Алекса́ндр Бори́сович Гонча́р (укр. Олександр Борисович Гончар; 25 февраля 1980, Счастливое, Киевская область — 16 августа 2023, Запорожская область) — украинский футболист, выступавший на позициях защитника, полузащитника и военнослужащий ВСУ, участник российско-украинской войны.

## Биография
Воспитанник бориспольского футбола. На взрослом уровне дебютировал в 1997 году, в составе «Борисфена» во второй лиге чемпионата Украины. Уже в дебютном сезоне стал одним их основных игроков команды. В 1999 году, своей игрой за бориспольский клуб (который в том сезоне завоевал право на повышение в классе, заняв первое место в своей группе второй лиги) привлёк внимание селекционеров ивано-франковского «Прикарпатья», выступавшего в высшем дивизионе украинского футбола, куда игрок и отправился в аренду во время зимнего межсезонья. В высшей лиге дебютировал 18 марта 2000 года, выйдя в стартовом составе в домашней игре против одесского «Черноморца». В том же году был вызван Владимиром Онищенко в молодёжную сборную Украины на товарищеский матч против сверстников из Болгарии, однако на поле так и не появился. Выступал за «Прикарпатье» на протяжении полугода, после чего вернулся в «Борисфен», в составе которого провёл ещё половину сезона в первой лиге
В 2001 году стал игроком полтавской «Ворсклы», однако в команде не закрепился, больше времени проводя в фарм-клубе полтавчан во второй лиге. Перед началом сезона 2002/03 вернулся в «Борисфен». В том сезоне, в составе бориспольцев стал серебряным призёром первой лиги, что позволило клубу в первые в истории выступить в высшем дивизионе. На протяжении двух сезонов был одним из основных игроков команды в высшей лиге, однако после того, как в 2005 году «Борисфен» занял последнее место в турнирной таблице и вылетел в первый дивизион, Гончар покинул бориспольский клуб, перейдя в харьковский «Металлист». Уже во время зимнего перерыва в сезоне 2005/06 игрок перешёл в луганскую «Зарю», в составе которой стал серебряным призёром первой лиги, однако в следующем чемпионате выступал за команду только в первенстве дублёров. После ухода из «Зари» выступал за ряд коллективов из первой и второй лиг чемпионата Украины, последний матч на профессиональном уровне сыграл в 2009 году в составе тернопольской «Нивы». Завершив карьеру выступал за любительские коллективы.

### Образование
Закончив школу, поступил в Государственный педагогический университет им. Григория Сковороды, где учился на преподавателя физической культуры

### Смерть
В марте 2023 года, во время вторжения в Украину российских войск, вступил в ряды десантно-штурмовых войск ВСУ. Погиб в августе 2023 года, в ходе боев в Запорожской области. В ноябре 2023 года был похоронен на Рогозовском кладбище в Борисполе.

## Достижения

### Командные
- Серебряный призёр первой лиги чемпионата Украины: 2002/03, 2005/06.

### Награды
- Орден «За мужество» III степени (3 апреля 2024, посмертно) — за личное мужество и самоотверженные действия, проявленные в защите государственного суверенитета и территориальной целостности Украины, верность военной присяге[6].